# Американски футбол
Американският футбол е вид отборен спорт с топка, наричан на английски в страните от Северна Америка само футбол, но много по-близък до ръгбито отколкото до спорта, познат на европейците като футбол.

## Правила
Един мач в американския футбол има времетраене от 4 части от по 15 минути „чисто“ игрово време.
Както и при европейския футбол, двата отбора излизат на терена с 11 души (но броят смени е неограничен) и имат своя половина от игралното поле с врата и „крайна зона“, които защитават. Игралното поле има дължина от 100 ярда, които са разграфени с линии на подзони от по 5 ярда, плюс две десетярдови крайни зони, в края на които са разположени вратите. Целта на играта е топката да достигне крайната зона на противниковия отбор или да премине през вратата, с което се отбелязват точки. Както и при ръгбито топката може да бъде придвижвана както чрез носене, така и чрез хвърляне или ритане, но за разлика от него при футбола един от играчите от атакуващия отбор има право в рамките на едно разиграване един път да подаде с ръка топката напред, при условие че се намира зад линията, от която е започнало разиграването (на английски – скримидж линия). Победител е отборът, отбелязал повече точки в игровото време. Точкуването може да бъде 1 (при екстраточка), 2 (при разиграване за две точки или при сейфти), 3 (при фийлдгол) или 6 (при тъчдаун) точки в зависимост от начина на спечелване на точките. В случай на равенство се играе едно продължение, което приключва (има и изключение - 3:3), ако отборът атакуващ пръв отбележи тъчдаун или отборът защитаващ се пръв реализира сейфти, или при която и да е от следващите атаки бъдат отбелязани точки. Ако то завърши без отбелязани точки при мачовете от груповата фаза резултатът остава равен, а при мачовете на елиминации се играе още едно продължение.
Всеки отбор е разделен на 3 групи:
- Атакуващ екип (организира атаките),
- Защитен екип (организира защитата) и
- Специален екип (за специални ситуации)

С малки изключения една атака (на английски – драйв) в американския футбол се развива постепенно. Атакуващият отбор е задължен в рамките на 4 разигравания да завладее разстояние от минимум 10 ярда спрямо линията, от която е започнало първото от тях. За по-добра ориентация на играчите „десетярдовата“ линия се отбелязва от двете страни на игралното поле с високи червени маркери. Най-общо казано едно разиграване приключва или когато подадена напред, но неовладяна от никой топка докосне терена (незавършен пас) или ако вече овладял топката играч докосне терена с коляно или лакът (на английски – даун) или топката, независимо дали носена или хвърлена напусне игралното поле през някоя от страничните линии. При условие, че разиграващият отбор успее да премине поне 10 ярда той получава право на нови 4 разигравания, вече от линията до която е достигнал при последното. Тъй като обаче, ако не успее да го направи той преотстъпва топката на противника на линията, до която е бил достигнал, обикновено ако преди четвъртото разиграване остават повече от 1 – 2 ярда за овлядяване и отборът е все още в собствената половина на игралното поле се предпочита той да изрита топката силно напред (пънт), с цел противника да започне своята атака от колкото е възможно по-далеч.
Играчът, определящ стратегията при разиграванията и който обикновено подава топката напред се нарича куотърбек. Фундаментална част от неговата игра е да хвърля много точно топката на големи разстояния. Целта на атакуващия екип като цяло е негов играч да премине през терена, като пренесе топката до крайната зона на противника или да улови хвърлена в крайната зона топка, но стъпил и с двата си крака в нея. С това разиграващият отбор отбелязва тъчдаун. След тъчдаун той избира дали да играе за още една (екстра) точка, като играч от специалния екип (обикновено наричан кикър) изрита топката през вратата, или да разиграе за две точки, като от разстояние 2 ярда от линията на крайната зона се опита да направи тъчдаун.
Като алтернатива на тъчдауна, ако атакуващият отбор е достигнал достатъчно близо до вратата на противника за да има възможност за обстрел с крак (обикновено за реалистична граница се приема разстояние от около 40 ярда от крайната линия), може да вкара в игра специалния екип, като при успешен удар във вратата (фийлд гол) реализира 3 точки. При неуспешен опит обаче, той отсъпва топката на противника на линията, до която е бил достигнал.
Отборът в защита трябва да прави всичко по силите си, за да не позволи на противника да завладява терен, съответно да бележи точки, Ако той попречи на атакуващия отбор (дори и без да успее да му отнеме топката) да премине 10 ярда с четири разигравания, поема владеенето на топката и ролите на двата отбора се разменят, За голям успех в защитната игра се счита, ако защитната формация успее да пресече пас (пресечен пас) или по друг начин да отнеме топката (фъмбъл), като в някои случаи това води до бърза контраатака и дори тъчдаун.
Четвъртият начин за постигане на точки – 2 (до който се стига сравнително рядко) или т. нар. „сейфти“ е ситуация, при която защитата на единия отбор е принудила играч от атакуващия отбор да стигне до даун, когато се намира в собствената си крайна зона. Допълнителна санкция за атакуващия отбор в случая е, че той е длъжен да предаде владеенето на топката на противника, като по правило го прави чрез пънт.
Съдии и нарушения
Един мач се ръководи от 7 съдии – един главен и 6 негови помощници, които са специализирани във функциите си. Главният съдия е единственият, който може да дава начало на играта и да я спира, а неговите помощници, ако забележат нарушение го отбелязват, хвърляйки на терена жълта кърпичка – „флаг“. Ако едно разиграване приключи при хвърлен флаг съдийската бригада се събира на консултация и взима решение, което главният съдия обявява публично.
Всеки от треньорите на двата отбора има право на два пъти да поиска официално преразглеждане на повечето от съдийските решения, като прави това хвърляйки на терена червен флаг. В случай, че тези две оспорвания са приключили в полза на треньора, той получава право на трето.
В повечето случаи нарушенията се санкционират с преместване на линията на разиграване с 5, 10 или 15 ярда във вреда на нарушилия правилата отбор. В някои случаи, обикновено когато нарушението е било на защитата се присъжда и повторение на разиграването, т.е. атакуващият отбор получава право на едно разиграване повече.
Особеност на американския футбол е, че едни и същи действия на играчите в определени ситуации и/или срещу определени играчи могат да бъдат позволени, а в други ситуации и/или срещу други играчи да представляват нарушение. Типичен пример за това е т.нар. „интерференция“ или „намеса“ (на английски – pass interference). Тя се отсъжда, когато защитата пречи на действията на нападател (рънър) да поеме хвърлената към него топка или казано с други думи – защитата има право да пречи на топката да достигне до рънъра, но не и на него да я овладее. След като рънърът се опита да овладее топката обаче, срещу него могат да бъдат прилагани всички позволени похвати за спирането му. Може да се каже, че интерференцията е най-тежкото нарушение във футбола, тъй като се наказва в преместване на линията на разиграване на мястото на нарушението, а ако то е било в крайната зона – на един ярд от крайната линия.